# Morro da Babilônia

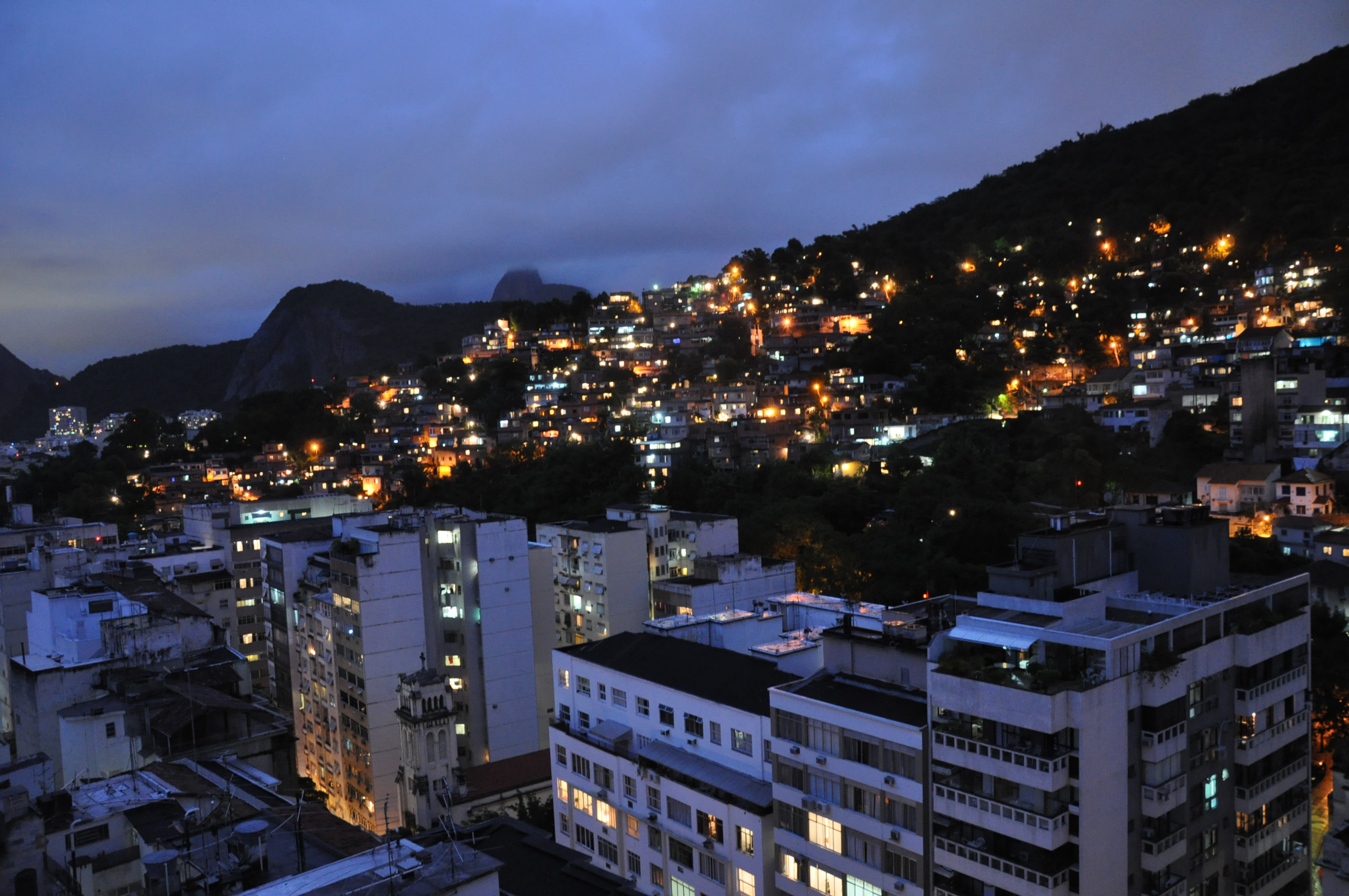
noite

O Morro da Babilônia é um morro localizado entre os bairros de Botafogo, Urca, Leme e Copacabana, na cidade do Rio de Janeiro, no Brasil. Abriga duas favelas: a do Morro da Babilônia e a do Chapéu Mangueira. Algumas áreas de mata atlântica área de proteção ambiental (APA) dos Morros da Babilônia e São João (1996). Em 10 de junho de 2009, foi inaugurada a UPP Babilônia e Chapéu Mangueira, Com um efetivo de 107 policiais militares a serviço da população local e dos turistas. Atualmente, a comunidade conta com algumas obras de urbanização e infraestrutura, os serviços públicos aos poucos são mais presentes, como os cursos oferecidos pela Faetec, o posto de saúde, as creches, entre outros.

## Dados Gerais
Babilônia:  Área: 83.731m² População: 2.451
Chapéu Mangueira:  Área: 34.595m²   População: 1.288
Total:  Área:118.326 m²  População: 3.739

## Pontos de Interesse
Google Map Customizado 

## História

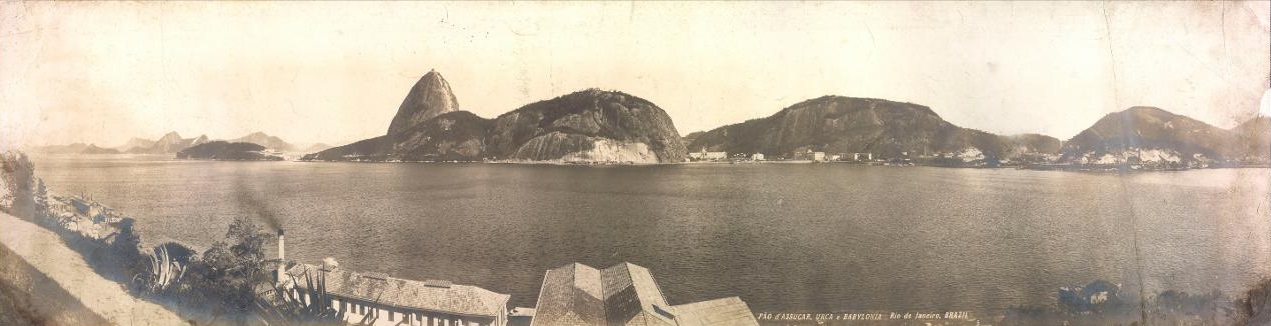
Vista panorâmica do Pão de Açúcar através do Morro da Babilônia, no início do século XX.

A hipótese mais provável quanto a origem do nome "Morro da Babilônia" vem da visão que os portugueses tinham do morro visto desde a Urca. Suas altas camadas de Pedras revezando com camadas de floresta nativa, mata Atlântica, vistas desde o angulo da Urca, relembram no imaginário uma das sete maravilhas do mundo antigo, Os Jardins Suspensos da Babilônia.
No século XVIII, os colonizadores de  portugueses construíram uma fortificação no alto do morro para vigiar a entrada da Baía de Guanabara. No início do século XX, o engenheiro Augusto Ferreira Ramos projetou uma ligação aérea do Morro da Babilônia com o Morro da Urca, como parte das comemorações do Centenário da Abertura dos Portos. Porém o projeto nunca foi concretizado.
Durante a Segunda Guerra Mundial (1939-1945), o Exército Brasileiro construiu casamatas no alto do morro para proteger a cidade contra possíveis ataques.
Desde 10 junho de 2009, o morro passou a abrigar a 4° Unidade de Polícia Pacificadora, o que veio a diminuir de forma histórica os índices de criminalidade no local.

## Arte, Cultura e Indústria Cultural
Literatura
1930 poemas do livro Libertinagem, de Manuel Bandeira.
Artes Visuais
2013 Jardim Suspenso

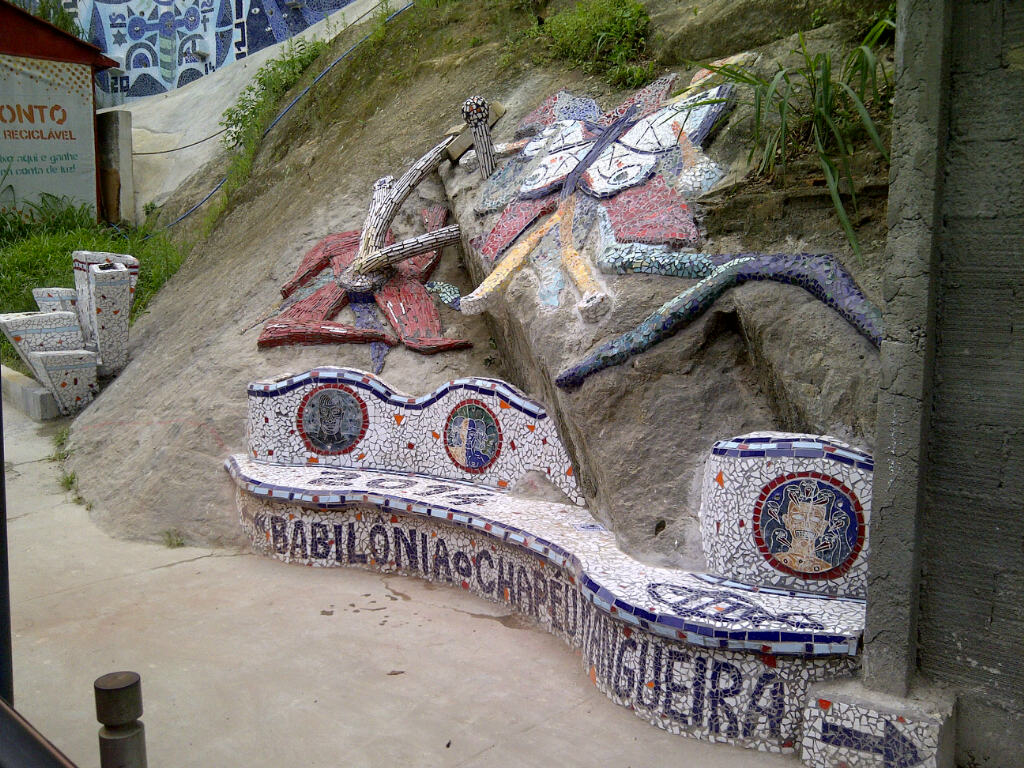
Arte contemporânea: mosaic (2014)

O projeto Jardim Suspenso é um iniciativa coletiva que movimenta diversos artistas oriundos de todas as partes da cidade. O evento congrega artistas visuais, músicos, ativistas, performers, poetas, críticos e curadores em um evento transdisciplinar, experimental e crítico acerca do circuito artístico contemporâneo da cidade. Com público estimado em mais de 8 mil pessoas tendo visitado a mostra de artes que já realizou 3 edições no alto do morro da Babilônia, Jardim Suspenso é uma explosão de atividades e experiências sensoriais, criado a partir da união entre dois jovens produtores, Dandara Catete e Álvaro Júnior.
2014 Mural Babilônia
Começou ser criado a partir de Janeiro. A primeira intervenção urbana, o mosaico principal, tem aproximadamente 140 metros quadrados de extensão e cobre um muro de contenção construído pela Prefeitura. Está localizado na parte baixa da Babilônia. Foi desenhado e criado pelos artistas plásticos da República Checa, X-Dog e Plebe, com ajuda de dezenas de voluntários de vários países.
Na segunda intervenção um banco de concreto com acabamento em mosaico foi criado, num lugar que serve como um ponto de encontro. Com tempo outros mosaicos apareceram na área melhorando visual do bairro e confirmando o Mural como uma referência turística na Zona Sul do Rio de Janeiro. Entre eles, podem ser destacados dois postes de luz, "A Morena" e "A Bandeira" ou a seguinte chamada para a importância da educação: "Educação é o que você faz, quando ninguém olha." Uma escadaria muito precária foi refeita por completo e também recebeu acabamento em mosaico.
Audiovisual
1959 "Orfeu do Carnaval"
Orfeu Negro (Título Original) - Diretor: Marcel Camus. Produção franco-brasileira, vencedora da Palma de Ouro do Festival de Cannes no mesmo ano e o Oscar de melhor filme estrangeiro no ano seguinte.
1999 Documentário Babilônia 2000 de Eduardo Coutinho..
2007 Tropa de Elite
2015 Babilônia Novela de Gilberto Braga, Ricardo Linhares e João Ximenes Braga exibida pela Rede Globo. Exibida às 21 horas, entre 16/03/2015 e 28/08/2015 em 143 Capítulos

## Turismo
O local passou a possuir um Polo Turístico com 10 hostels dentre eles: a eco pousada Estrelas da Babilônia, Le House, Lisetonga e Babilonia Rio Hostel, Chill Hostel Rio, Green Culture Eco Hostel, Hostel Mar da Babilônia, Favela Inn, Abraço Carioca, Toninho House entre outros.
Na gastronomia há o conhecido Bar do David, segundo colocado por duas vezes consecutiva no Comida de Buteco, é frequentado por famosos da TV Globo e o Bar do Alto com vista para toda a praia de Copacabana, premiado na Veja pelos seus drinques.

## Trilhas Ecológicas
A vista dispensa comentários. Lá em cima, na Pedra do Urubu, tem uma bela clareira e um espaço enorme para sentar e observar a vista para o Flamengo, de um lado, a praia Vermelha de outro e um ângulo inusitado do Pão de Açúcar. Com certeza, você terá uma nova perspectiva da cidade.

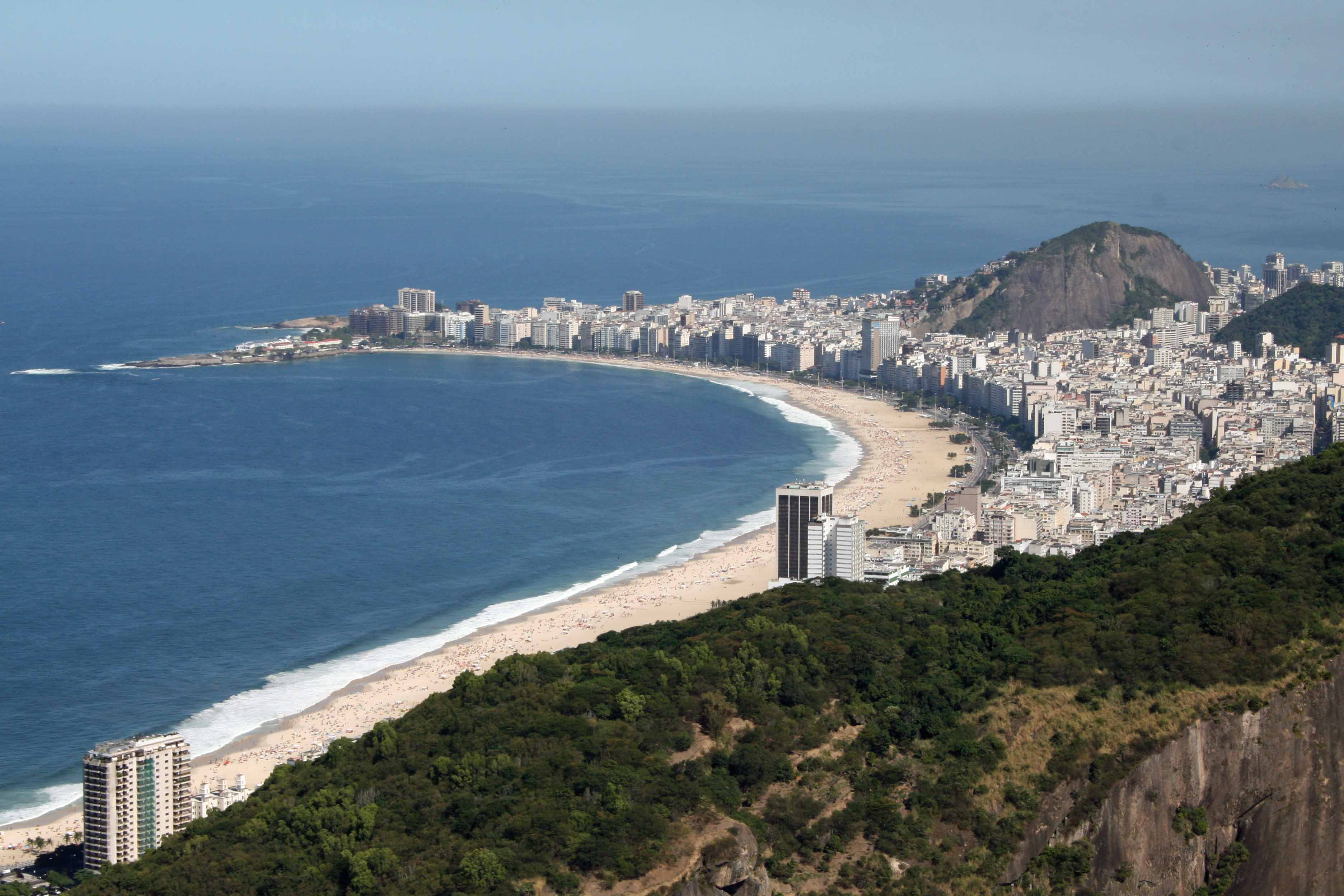
Vista para a praia de Copacabana.

Nível de Dificuldade: Fácil com subidas e descidas e caminhos abertos com sinalização
Distância: 3 km, caso volte até o ponto inicial serão 4 km
Desnível: 200 metros (prédio de 33 andares)
Duração: Pra subir dá menos de 1 hora, mas com paradas para o pôr do sol, lanche, fotos, etc, reserve de 2 a 3 horas.
Atrativos: Vista de paisagens (Copacabana, Pão de Açúcar, Botafogo, Aterro do Flamengo, Cristo, Baia de Guanabara), histórico-cultural (antigas estruturas de observação e controle de embarcações do exército brasileiro), flora (área reflorestada), fauna (aves).

## Instituições Atuantes Fisicamente Presentes[13]
Associação de Educação Familiar e Social – Projeto Luta Cidadã
Aulas de reforço escolar e lutas marciais. Atendem a 150 alunos, de 6 a 25 anos. Todas as atividades são gratuitas
Associação de Moradores da Babilônia
Associação de moradores responsável pela gestão e administração da Babilônia.
Associação de Moradores do Chapéu Mangueira
Revolusolar
ONG nascida na favela da Babilônia, que visa promover o desenvolvimento sustentável de comunidades de baixa renda através da energia solar. Oferece instalações solares para reduzir as despesas de energia da população, além de formação profissional e oficinas infantis. Atualmente tem escritório na Escolinha Tia Percilia, dentro da Babilônia.
Coop – Babilônia
Reflorestamento, ecoturismo, conservação de trilhas e educação ambiental.
Funciona no horário comercial, em prédio anexo a Associação de Moradores da Babilônia.
Dignitá
Aulas de reforço escolar, oficinas culturais, creche, cursos de informática, cineclube etc.
A ONG funciona de 8h a 17h na Igreja Batista, na Babilônia.
Escolinha da Tia Percília
Aulas de reforço escolar, de violão, de informática e dança, teatro.
Atende a crianças de 6 a 14 anos. Todas as atividades são gratuitas.
';Espaço Cultural Jardim da Babilônia
Ateliê de artes visuais, culinária do Favela Orgânica, eventos e atividades culturais além de hospedagem.
Estúdio Vertical
Estúdio de tv, cinema e fotografía implantado na Babilônia há 40 anos e com uma longa história no audiovisual.
Favela Orgânica
Culinária de aproveitamento total dos alimentos desenvolvida por Regina Tchelly, que dá oficinas e tem sua cozinha no Espaço Jardim da Babilônia.
Galpão das Artes
Aulas de cerâmica, biscuit, papilho. Grande parte do público atendido é composto por mulheres da terceira idade, mas também participam das atividades jovens e adultos de ambos os sexos. No Galpão das Artes, ao lado da Associação de Moradores do Chapéu Mangueira.
As atividades são gratuitas.
Mulheres Guerreiras da Babilônia
Aulas de artesanato para mulheres. As atividades são gratuitas.
Trinques Arquitetura
Ateliê de arquitetura de favela criado na Babilônia em 2015.